# کمیسر متهم می‌کند
کمیسر متهم می‌کند نام فیلم جنایی است که توسط سرجیو نیکلائسکو، کارگردان رومانیایی در سال ۱۹۷۳ ساخته شده است. فیلم براساس رویدادی واقعی با عنوان «قتل‌عام ژیلاوا» که در سال ۱۹۴۰ و در جریان جنگ جهانی دوم رخ داده ساخته شده است.
قسمت دوم به عنوان دنباله مستقیم این فیلم تحت عنوان (انتقام) در ۴ سپتامبر ۱۹۷۸ در بخارست اکران شد. در ادامه نیکلائسکو برای قسمت سوم داستان قتل‌عام ژیلاوا فیلم‌نامه‌ای تنظیم کرد ولی با توجه به اوضاع سیاسی وقت حاکم در رومانی وی مجوز ساخت این فیلم را دریافت نکرد و در نتیجه قسمت سوم این فیلمنامه هرگز ساخته نشد.
کمیسر متهم می‌کند سومین فیلم از شش فیلمی است که سرجیو نیکلائسکو براساس شخصیت کمیسر مولدوان ساخت و خود در نقش کمیسر مولدوان در آنها به ایفای نقش پرداخت.
فیلم‌های این مجموعه به ترتیب عبارتند از: با دست‌های پاک، آخرین فشنگ، کمیسر متهم می‌کند، انتقام، دوئل، بازمانده

## داستان فیلم
کمیسر پلیس با نام مولدوان مأموریت می‌یابد تا دربارهٔ قتل‌عام زندانیان سیاسی در زندانی در نزدیکی بخارست پایتخت رومانی به‌وسیلهٔ نیروهای موسوم به گارد آهنین تحقیق به‌عمل آورد. در جریان این قتل‌عام مخالفان سیاسی رژیم فاشیستیِ حاکم، از جمله تعدادی از فعالان کمونیست به قتل می‌رسند …